# Fatu Naba (Ort)
Fatu Naba (Fatunaba) ist ein osttimoresischer Ort südlich der Landeshauptstadt Dili.

## Geographie und Einrichtungen

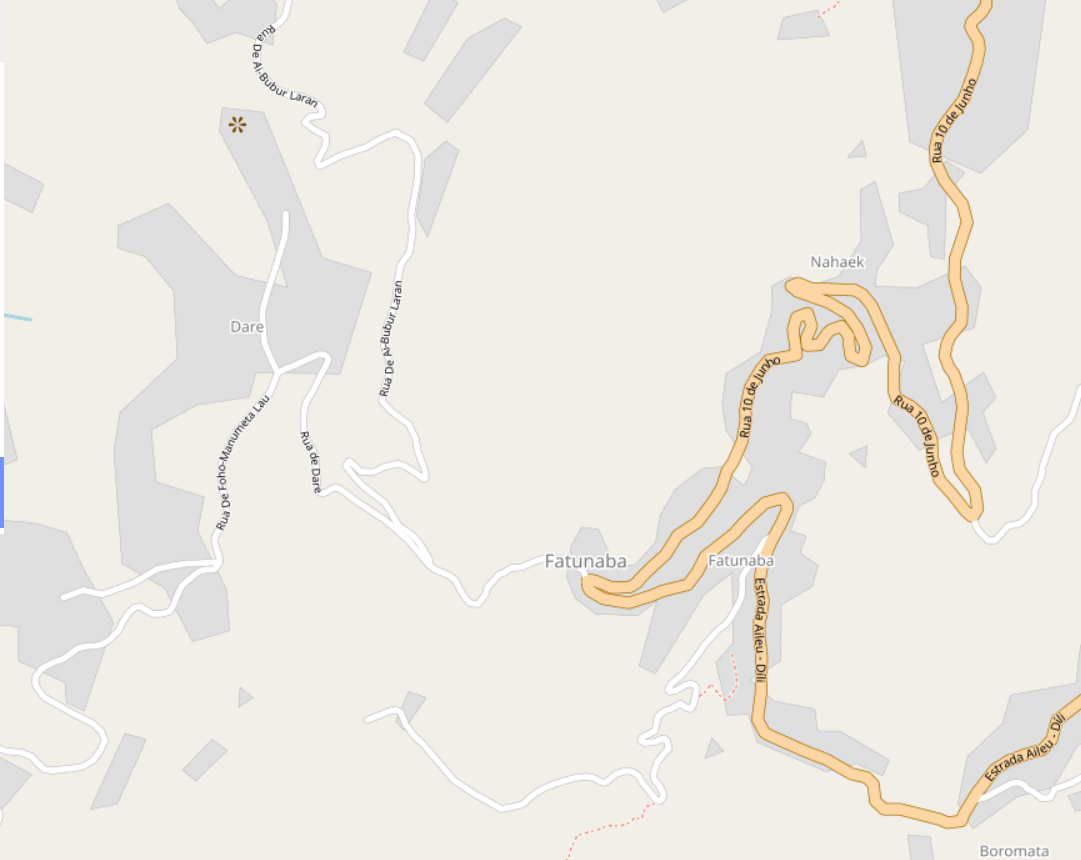
Straßenkarte der Dörfer Dare, Fatu Naba und Nahaec

Die Häuser gruppieren sich in der Aldeia Fatu Naba (Suco Dare, Verwaltungsamt Vera Cruz, Gemeinde Dilil) entlang der Straße, die im Süden nach Aileu führt, nach Westen nach Dare und nach Norden nach Dili.
Am westlichen Ortsrand steht eine Grundschule und das Australische Mahnmal in Dare für die Schlacht um Timor im Zweiten Weltkrieg.

## Geschichte
Am 10. Juni 1980 griffen FALINTIL-Einheiten unter anderem militärische Einrichtungen der indonesischen Besatzung in Dare und Fatu Naba an. Es war der erste größere Angriff, auch „levantamento“ (portugiesisch Erhebung, Aufstand) genannt, seit 1978. Das indonesische Militär tötete daraufhin als Vergeltung über 100 Menschen, die in der Nähe des Überfallsort lebten, und folterte oder verbannte Angehörige von Widerstandskämpfern auf die als Gefängnisinsel benutzte Insel Atauro.